# 고압화학
고압화학(High-pressure chemistry)은 수천 바(100kPa) 이상의 고압에서 수행되는 화학 공정과 관련이 있다. 고압 공정은 일반적으로 대기압 공정보다 더 빠르고 전환 효율이 더 높다. 그러나 일반적으로 공장에 대한 투자가 필요하기 때문에 산업적 규모에서만 유익하다.
하버보슈법은 수소와 대기 질소로부터 암모니아를 생성한다. 1909년에 처음 시연되었으며 1차 세계 대전 중에 폭발물 제조에 참여하면서 독일의 중요한 산업 공정이 되었다. 오늘날에는 주로 비료 생산에 사용된다.
베르기우스제법은 역청탄과 수소로부터 탄화수소 연료를 생산한다. 이 공정은 1913년에 처음 출판되었으며 2차 세계대전 동안 독일의 중요한 연료 공급원이었다. 이 공정은 전쟁 후 미국에서 한동안 사용되었지만 현재 전 세계에 상업용 공장이 없다.
베르기우스제법과 하버보슈법은 고압 화학의 두 가지 선구적인 방법이었다. 이 두 공정의 발명과 개발로 1931년 프리드리히 베르기우스와 카를 보슈가 공동으로 노벨 화학상을 수상하게 되었다.

## 같이 보기
- 한스 회르비거
- 나일론